# Generalisierung (Kartografie)

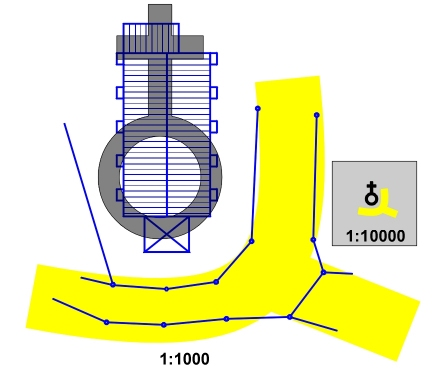
Generalisierung: Ersetzen der Detailkartierung durch Signaturen im Ausgangsmaßstab 1:1000 und Verkleinern in den Zielmaßstab 1: 10.000

 Bei der Generalisierung wird der Karteninhalt vereinfacht, damit die Lesbarkeit und Verständlichkeit einer Karte erhalten bleibt. Das ist erforderlich, wenn bei kleinen Kartenmaßstäben die wirklichkeitsgetreue und vollständige Wiedergabe nicht mehr möglich ist.  Bei der Generalisierung werden maßstabsgetreue Abbildungen durch vereinfachte Bilder, Symbole oder Signaturen ersetzt. Informationen werden ausgewählt, zusammengefasst und Wichtiges bevorzugt gegenüber dem Unwichtigen dargestellt.
Für eine wirklichkeitsgetreue Abbildung müsste der Inhalt einer Karte fotografisch bis zur Unleserlichkeit verkleinert werden. Ergänzende Informationen wie zum Beispiel Ortsnamen überdecken dahinter liegende Karteninhalte. Deutlich lesbare Kartenzeichen sind weit größer als die maßstäbliche Verkleinerung des dargestellten Objektes. Sie konkurrieren daher mit benachbarten Kartenzeichen und Karteninhalten um den verfügbaren Platz.
Die Generalisierung schafft einen Ausgleich zwischen diesen konkurrierenden Forderungen nach Wirklichkeitstreue, Vollständigkeit, Lesbarkeit, Informationsvielfalt und Platzbedarf. 
Sie ist deshalb ein wesentliches Unterscheidungsmerkmal der Karte von einer fotografischen Abbildung wie zum Beispiel einem Luftbild oder Orthofoto.
Ein wichtiges und weit verbreitetes Beispiel für die Generalisierung ist die "Deutsche Generalkarte", die es ungefähr seit der Wende vom 19. zum 20. Jahrhundert gibt.

## Verfahren der Generalisierung
Bei der Generalisierung der Karteninformation werden mehrere Prozesse zugleich und wenn erforderlich auch auf dasselbe Kartenobjekt angewandt.  

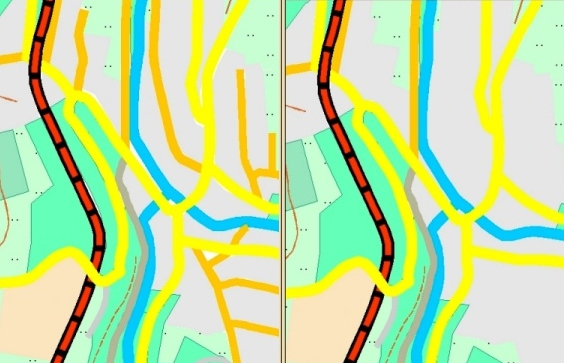
Auswählen wichtiger Straßen

Durch Auswählen wird unwichtige Information von der Darstellung ausgeschlossen und Platz für das Wichtige geschaffen. Was „wichtig“ ist, hängt von der Art der Karte ab. Bei Übersichtskarten und Straßenkarten werden z. B. nur die bedeutenden und breiten Straßen dargestellt. In einer großmaßstäbigen topografischen Karte werden auch Feldwege noch zur Darstellung ausgewählt.
Die Vereinfachung der Darstellung kann schon bei der Geländeaufnahme durch den Topografen beginnen. Kleine Gebäudevorsprünge werden bei der Vermessung nicht aufgenommen oder beim Zeichnen der Karten geglättet. Bei Serpentinen und Mäandern werden die Kurven für die Darstellung geglättet, und bei sehr kleinen Maßstäben werden sie symbolisch angedeutet.
Das Zusammenfassen vor allem gleichartiger Darstellung schafft Platz und Übersichtlichkeit. Typisch ist das Zusammenfassen von Häusern. In der topografischen Karte werden im Maßstab 1:25.000 noch einzelne Häuser dargestellt. Bereits im folgenden Maßstab 1:50.000 werden sie zu Hausgruppen zusammengefasst. Geschlossen bebaute Gebiete werden durch Flächensignatur wiedergegeben.
Durch Klassifizieren wird das Kartenbild einfach gehalten. Die Klassifizierung führt zu Kategorienbildung und hilft damit, den Umfang des Zeichensatzes der Karte sinnvoll zu begrenzen. So benötigt die topografische Karte nur Zeichen für „Nadelbaum“ und „Laubbaum“ anstatt für jede Baumart. Mit der Klassifizierung von Städten als „Regierungssitz“ durch Unterstreichung der Namensschrift erhält die Karte zusätzliche Information.
Die Bewertung dient der Betonung oder Hervorhebung eines Objektes. Das kann eine zusätzliche Information sein, z. B. ein Symbol „sehenswertes Objekt“ für ein historisches Gebäude oder der Fettdruck eines Namens. Die kartografische Freistellung eines Kartenzeichens z. B. durch einen hervorhebenden Rand kann ebenfalls der Bewertung dienen.
Das Vergrößern im Vergleich zur maßstäblichen Darstellung ist unabdingbar, um die Lesbarkeit der Karte zu erhalten. Die häufigste Anwendung ist das Verbreitern mit der Verwendung von Signaturen für Verkehrswege.
Das gezielte Verdrängen ist meist erforderlich als Folge der Vergrößerung. Durch die verbreiterte Straßensignatur werden die anliegenden Häuser von ihrem geometrisch richtigen Kartenort verdrängt. Ein Musterbeispiel für die Generalisierungsaufgabe, die Verdrängung zu regeln, liefert das Mittelrheintal. Hier sind auf beiden Seiten des Flusses Eisenbahnlinien, Bundesstraßen und Ortsstraßen, die in kleinmaßstäbigen Karten durch Signatur dargestellt werden müssen. Der Kartograf muss abwägen, ob der Rhein schmäler oder der Hunsrück kleiner dargestellt wird. Dabei kommt es unweigerlich zu Widersprüchen in den kleinmaßstäbigen topografischen Karten: Ein trigonometrischer Punkt muss lagerichtig in der Karte wiedergegeben werden, damit man seine Koordinaten ablesen kann. Durch den Platzbedarf der Straßen- und Eisenbahnsignaturen scheint er in der Karte mitten auf der Straße zu liegen. In der Natur liegt er aber auf der in der Karte verdrängten Spitze einer Rheinhöhe.

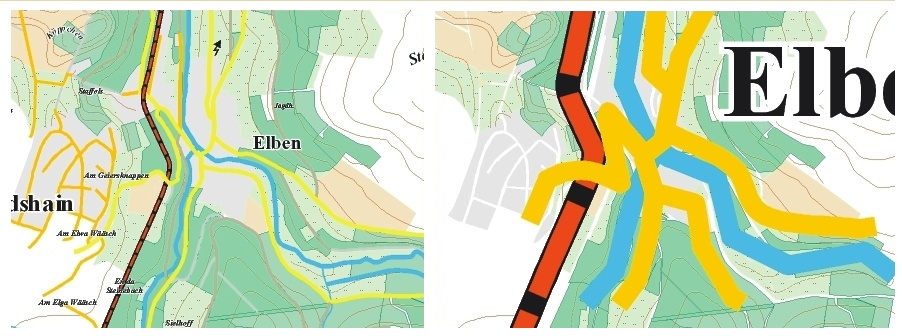
Verbreitern der Signaturen für den kleineren Folgemaßstab erfordert Vereinfachungen in der Wiedergabetreue. Sie führt zu Verdrängung des Geländes. Die Lagegenauigkeit wird verringert. Die Parameter der Generalisierung stehen meist in Wechselwirkung zueinander.

## Anlass und Zeitpunkt der Generalisierung
Die wesentlichen kartografischen Elemente, die eine Generalisierung erforderlich machen, sind der Maßstab, das Kartenthema und das Herstellungsverfahren.
Als maßstabsbedingt bezeichnet man die Generalisierung, wenn der Maßstab der Karte eine detailgetreue Wiedergabe nicht zulässt, weil der Platz nicht ausreicht. 
Bei der themenbedingten Generalisierung erfordert die Art der darzustellenden Karteninformation eine Vereinfachung und Zusammenfassung. Thematische Karten erfordern eine dem Thema entsprechende Aufbereitung der darzustellenden Information und verwenden meist vereinfachte Basiskarten, die z. B. durch Generalisierung aus topografischen Karten abgeleitet werden. Während bei topografischen Karten und Atlanten der Generalisierungsprozess in weiten Bereichen standardisierte Vorgehensweisen und vereinbarte Kartenzeichen verwendet, ist bei thematischen Daten der Generalisierungsprozess häufig umfassender. So muss themenabhängig auch die Art der Darstellung eines Sachverhalts neu entschieden sowie Art und Umfang des verwendeten Zeichensatzes neu festgelegt werden. Der Zeitpunkt der Datenerfassung kann eine wesentliche Rolle bei der Generalisierung spielen, zum Beispiel wenn der darzustellende Sachverhalt sich permanent ändert, die Karte aber über einen längeren Zeitraum aktuell bleiben soll.
Als verfahrensbedingt bezeichnet man den Generalisierungsvorgang, wenn äußere Bedingungen zu Vereinfachungen oder Beschränkungen bei der Erfassung und Verarbeitung kartografischer Informationen zwingen. Das können z. B. Kostenaspekte sein, aufgrund derer anstatt einer genauen Zählung eine Schätzung vorgenommen wird. Auch die automatisierte Darstellung des Karteninhaltes auf gering auflösenden Grafikdisplays erfordert eine verfahrensbedingte Generalisierung.
Der Generalisierungsprozess begleitet die Kartenherstellung von der erstmaligen Datenerfassung bis zur Vorbereitung der Kartenwiedergabe auf einer Druckvorlage oder sonstigen Anzeigevorrichtung. Die Generalisierung bei der Datenerfassung wird als Erfassungsgeneralisierung bezeichnet. Wird zwischen verschiedenen Modellen generalisiert, so spricht man von Modellgeneralisierung. Die kartografische Generalisierung hat vor allem die Einhaltung der Minimaldimensionen bei der Erstellung eines kartographischen Modells zum Ziel. Insbesondere bei der kartographischen Generalisierung wird die Forderung nach geometrischer Richtigkeit zu Gunsten der besseren Lesbarkeit zurückgestellt.

## Automatisierung der Generalisierung für digitale Karten
Die Generalisierung ist ein Abwägungsprozess und erfordert kreative Fähigkeiten zur Gestaltung einer Karte mit ansprechendem und harmonischem Erscheinungsbild. Bei thematischen Karten sind teilweise innovative Vorgehensweisen notwendig. Dagegen erfordert die Automatisierung des Generalisierungsprozesses feste Algorithmen. Die vorgenannten Generalisierungsvorgänge werden deshalb hinsichtlich ihrer Eignung für die Automatisierung untersucht und klassifiziert. Während die überbreite Darstellung einer Straße mittels Signaturen gut automatisierbar ist, gehört die Positionierung von Ortsnamen schon zu den schwierig automatisierbaren Prozessen. 
Das rasante Wachstum digitaler Kartenanwendungen erfordert aber kurzfristig automatisierte Prozesse. Dabei sind pragmatische und einfache Ansätze durchaus angemessen, um das Kartenbild bei gering auflösenden Bildschirmen wie z. B. bei Navigationssystemen kurzfristig zu verbessern.
Derzeit wird in der Kartografie verstärkt an der automatischen Generalisierung gearbeitet (ADV-Projekt). 